# The Gathering (demoparty)
Pour les articles homonymes, voir The Gathering.

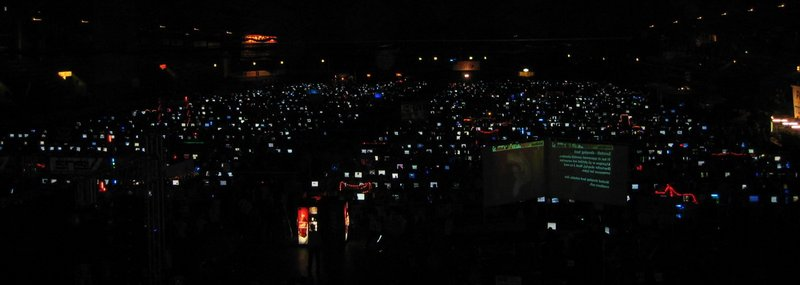
Vue d'ensemble de l'édition 2005 de The Gathering.

The Gathering (en anglais, « le Rassemblement ») est une demoparty organisée tous les ans à Hamar, en Norvège, pendant cinq jours à partir du mercredi précédent Pâques. Il s'agit d'un des plus grands événements de ce genre au monde, attirant plus de 5 000 personnes.

## Historique
Au début de l'année 1991, Vegard Skjefstad et Trond Michelsen, membres du groupe Deadline, décident d'organiser une demoparty en Norvège. À cette fin, ils s'associent au groupe Crusaders, l'un des groupes Amiga les plus populaires en Norvège à l'époque. La première édition de The Gathering a lieu la même année vers Pâques, une période de congés scolaires en Norvège.
En 1992, la deuxième édition rassemble 1 100 personnes à Lillestrøm ; en 1993, 1 400. En  1994, à Bærum, le nombre de visiteurs atteint 1 800. En 1995, la demoparty se tient à Stavanger. À partir de 1996, afin de répondre au nombre croissant de participants, The Gathering est organisée dans au Vikingskipet, stade construit à Lillehammer pour les Jeux olympiques de 1994. En 1996, la demoparty rassemble 2 500 personnes ; en 2005 et 2006, 5 200.

## Résultats

### Démos
La liste suivante donne les compositions gagnantes dans le domaine des démos. En 1992, seules les démos Amiga sont prises en compte. Entre 1993 et 2002 (à l'exception de 2000), deux prix distincts sont attribués pour les démos Amiga et PC. Depuis 2003, cette distinction est abandonnée. En 1998, le prix PC fait en outre la distinction entre les démos 3D et non 3D.
- 1992 : Spaceballs, Wayfarer (Amiga)
- 1993 :
  - Amiga : Kefrens, Desert Dream
  - PC : Twilight Zone, The Search For The Holy Halibut

- 1994 :
  - Amiga : Andromeda, Sequential
  - PC : Five and Then Some, Superunknown

- 1995 :
  - Amiga : CNCD & Parallax, Deep'
  - PC : Complex, Dope

- 1996 :
  - Amiga : The Black Lotus, Tint
  - PC : CNCD, Inside

- 1997 :
  - Amiga : The Black Lotus, Captured Dreams
  - PC : CNCD & Orange, CNCD vs. Orange

- 1998 :
  - Amiga : TRSi, Rise
  - PC :
    - Non 3D : Gods, Dimension
    - 3D : Complex, Planet Cornball

- 1999 :
  - Amiga : Spaceballs, Supermonster
  - PC : INF, Yume 2000 (Future World Mix)

- 2000 : Spaceballs, Hypnopolis

- 2001 :
  - Amiga : Spaceballs, Powergod
  - PC : Fadeout, Triple Five Tsunami

- 2002 :
  - Amiga : Spaceballs, Scrimm
  - PC : INF, Thermo Plastique

- 2003 : Odd, World Domination
- 2004 : Outracks, Our Demo
- 2005 : Portal Process, Meet the Biots
- 2006 : ASD, Animal Attraction
- 2007 : Outracks, Gamma
- 2008 : PlayPsyCo vs. Kvasigen, Camden Town
- 2009 : Andromeda Software Development, Rupture

### Intros
La liste suivante recense les compositions gagnantes dans le domaine des intros 40-64k. De façon similaire aux démos, la compétition fait la distinction entre les intros Amiga et PC jusqu'en 2000.
- 1993 : Lemon., 40k Intro (Amiga)
- 1994 :
  - Amiga : Stone Arts, Bjarne
  - PC : Gollum, Das Grelle

- 1995 :
  - Amiga : Spaceballs, Jobbo TG'95 Intro
  - PC : Valhalla, Fluid Motion

- 1996 :
  - Amiga : Stellar, Lights
  - PC : Orange, You Am I, You Am the Robot

- 1997 : Fudge, Gene

- 1998 :
  - Amiga : The Black Lotus, Imitation None
  - PC : Sublogic, Jive 2

- 1999 :
  - Amiga : Spaceballs, Fusion Is No Good for Me
  - PC : Purple, Public Demand

- 2000 : Psikorp, glAss
- 2001 : Nocturnal, mx.9kru
- 2002 : Nocturnal, Masse Lego
- 2003 : Neon & Lug00ber, LOL 2K
- 2004 : Excess & Kvasigen, Nemesis
- 2005 : Kvasigen, Cubism 2
- 2006 : Portal Posse, Smoke This
- 2007 : PlayPsyCo, mυρέ
- 2008 : PlayPsyCo, konami / raze